# When Somebody Loves You
When Somebody Loves You è il nono album in studio del cantante statunitense Alan Jackson, pubblicato il 7 novembre 2000 dalla Arista Nashville.

## Tracce
1. Meat and Potato Man – 2:28 (Harley Allen, John Pennell)
2. When Somebody Loves You – 3:28 (Alan Jackson)
3. The Thrill Is Back – 2:45 (Anna Lisa Graham, Dana Hunt)
4. www.memory – 2:36 (Alan Jackson)
5. Where I Come From – 4:02 (Alan Jackson)
6. I Still Love You – 3:19 (Harley Allen)
7. Life or Love – 2:31 (Harley Allen, Gary Cotton)
8. A Love Like That – 3:28 (Alan Jackson)
9. It's Alright to Be a Redneck – 2:44 (Bill Kenner, Pat McLaughlin)
10. Maybe I Should Stay Here – 3:33 (Robert Lee Castleman)
11. Three Minute Positive Not Too Country Up-Tempo Love Song – 3:02 (Alan Jackson)

## Successo commerciale
When Somebody Loves You ha esordito al 15º posto della Billboard 200 con 87 000 copie vendute, segnando il suo settimo ingresso nella top 20 della classifica statunitense. L'album è rimasto 45 settimane in classifica ed è certificato disco di platino.

## Classifiche

### Classifiche settimanali
| Classifica (2000) | Posizione massima |
| ----------------- | ----------------- |
| Stati Uniti       | 15                |

### Classifiche di fine anno
| Classifica (2001) | Posizione |
| ----------------- | --------- |
| Stati Uniti       | 123       |